# Down End Castle

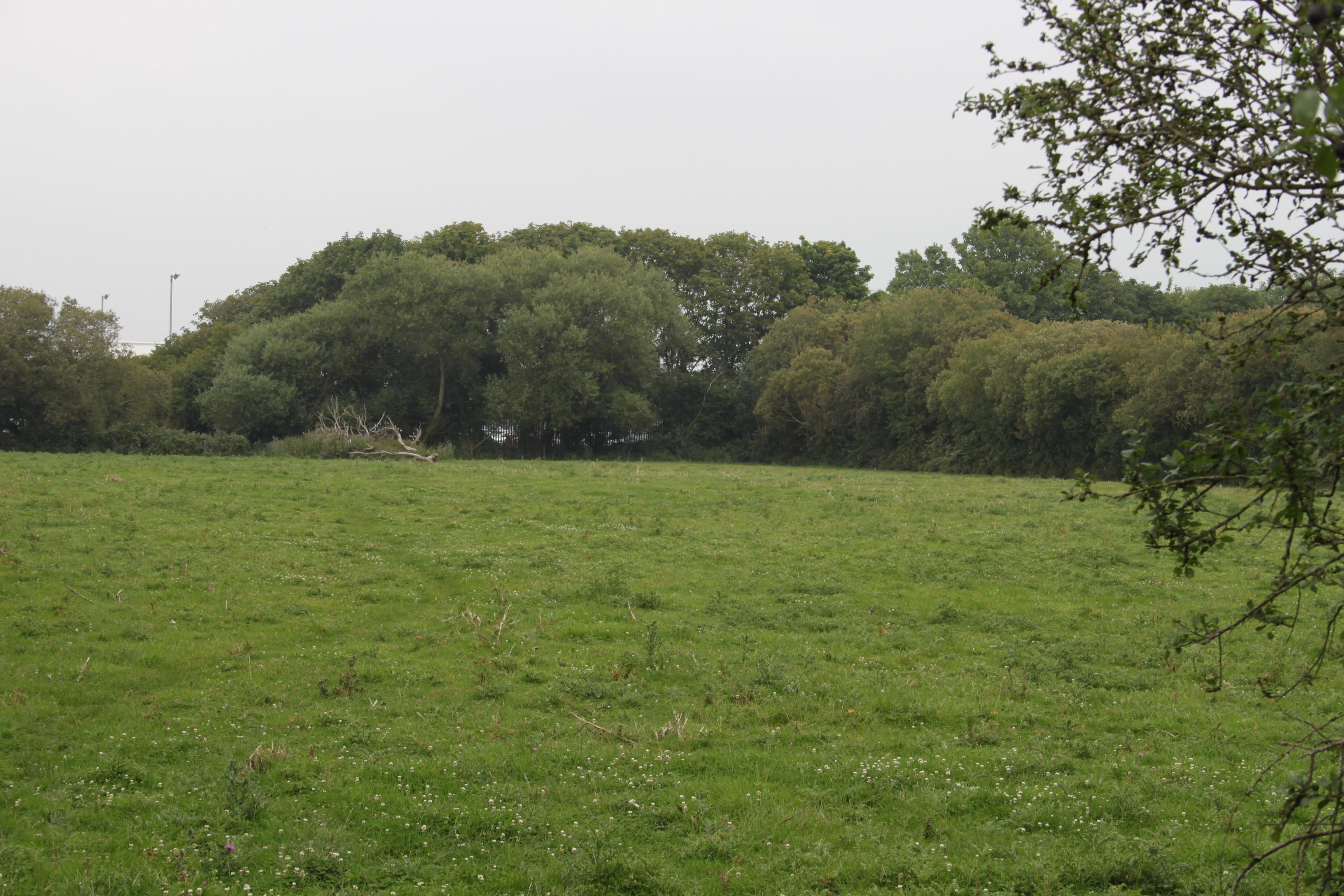
Erdwerke von Down End Castle

Down End Castle, auch Downend Castle, Chisley Mount oder Chidley Mount, ist eine abgegangene Burg in Down End nördlich des Dorfes Dunball in der englischen Grafschaft Somerset. Sie gilt als Scheduled Monument.

## Geschichte
Down End Castle wurde in der damaligen Siedlung Down End nördlich von Dunball errichtet. Die Motte hatte zwei Burghöfe nördlich des Mounds; die Kernburg hat einen Erdwall, die Vorburg zwei. Der Mound hat am Gipfel einen Durchmesser von neun Metern und könnte eine bereits vorhandene Anlage der Wikinger überdeckt haben. Der Wasserversorgung der Burg diente einst eine natürliche Quelle am Fuß des Mounds.
Kürzliche akademische Untersuchungen führten zu der Meinung, dass die Burg um 1100 gebaut worden sein muss, als sich die umgebende Region Somerset nach der normannischen Eroberung Englands und der anschließenden angelsächsischen Rebellion gegen die Herrschaft der Normannen wieder beruhigt hatte. Downend lag strategisch günstig, da der nahegelegene Ästuar des River Parrett wichtig insbesondere für den Handel im frühen Mittelalter war. Vermutlich ließen die De Columbers die Burg bauen, die an einer gut zu verteidigenden Stelle auf einer natürlichen Hügelkette stand und durch einige nahegelegene Wasserläufe geschützt war. Die Familie ließ auch Stowey Castle in der Nähe bauen. Tongefäße und Eisenteile aus normannischer und späterer Zeit wurden bei den Ausgrabungen 1908 gefunden; sie ähneln den Fundstücken des nahegelegenen Castle Neroche, das ebenfalls um 1100 entstand.
Down End wurde 1225 zum Borough erhoben, könnte aber als Siedlung und Hafen seit 1159 existiert haben; die De Columbers waren seit dem Ende des 12. Jahrhunderts Grundherren des nahegelegenen Puriton. Mit der Gründung der Siedlung Bridgwater und dem Bau von Bridgwater Castle entstand dem Hafen von Down End aber eine starke Konkurrenz: Bridgwater setzte sich schlussendlich durch, und Down End verfiel. Heute sind von Down End Castle nur noch die Erdwerke erhalten, und das Gelände gilt als Scheduled Monument.